# Gangrekaluve, Chik Ballapur
Gangrekaluve là một làng thuộc tehsil Chik Ballapur, huyện Kolar, bang Karnataka, Ấn Độ.